# Trochaloschema kryzhanovskii
Trochaloschema kryzhanovskii är en skalbaggsart som beskrevs av Nikolajev 1987. Trochaloschema kryzhanovskii ingår i släktet Trochaloschema och familjen Melolonthidae. Inga underarter finns listade i Catalogue of Life.